# Cyklopropen
Cyklopropen är ett omättat cykliskt kolväte det är en tautomer till propadien och propyn, alla har samma summaformel.

## Egenskaper
Cyklopropen är den enklaste cykloalkenen och har summaformeln C3H4. Liksom cyklopropan sitter den ihop i en ring och har tre kolatomer; skillnaden är att cyklopropen innehåller en dubbelbindning.